# Вришабха (месяц)
Вриша́бха (с санскр. वृषभ, IAST: vṛṣabha, «Телец») — это солнечный месяц (второй из 12-и) в древнеиндийском лунно-солнечном календаре, соответствует зодиакальному созвездию Телец и приходится, примерно, на вторую половину мая и первую половину июня в григорианском календаре.
В ведических текстах месяц Вришабха называется Ма́дхава (санскр. माधव, IAST: mādhava), но в этих древних текстах он не имеет зодиакальных ассоциаций. Солнечный месяц Вришабха перекрывается с лунным месяцем Джьештха, в индийских лунно-солнечных календарях. Ему предшествует солнечный месяц Меша, а затем идёт солнечный месяц Митхуна.
Месяц Вришабха называется Вайка́си (там. வைகாசி, IAST: vaikasi) в тимильском календаре. Древние и средневековые санскритские тексты Индии различаются в своих расчетах относительно продолжительности месяца Вришабха, как и остальных месяцев. Например, Сурья сиддханта, датированная ок. 400 годом, рассчитывает продолжительность месяца как 31 день, 10 часов, 5 минут и 12 секунд. Напротив, «Арья Сиддханта» рассчитывает продолжительность как 31 день, 9 часов, 37 минут и 36 секунд. Индийские названия солнечных месяцев значимы в эпиграфических исследованиях Южной Азии. Например, месяц Вришабха, наряду с другими солнечными месяцами, найден вписанным в индийских храмах и памятниках империи Чола средневековой эпохи.
Вришабха также является астрологическим знаком зодиака в индийской астрологии и соответствует Телец.